# Polygala mannii
Polygala mannii är en jungfrulinsväxtart som beskrevs av Daniel Oliver. Polygala mannii ingår i släktet jungfrulinssläktet, och familjen jungfrulinsväxter. Inga underarter finns listade i Catalogue of Life.